# Caelestis Eichenseer
Caelestis Eichenseer OSB (ursprünglich Joseph Anton Eichenseer) (* 1. Juli 1924 in Schöllang; † 4. Februar 2008 in Saarbrücken) war ein deutscher Latinist, der sich insbesondere um das Neulatein verdient gemacht hat.
Nach dem Militärdienst 1942–1945 trat er 1946 in die Benediktinerabtei Sankt Ottilien ein, legte die Profess am 8. Oktober 1950 ab und wurde am 29. März 1952 zum Priester geweiht. Er studierte Theologie an der Universität München und wurde 1955 mit einer Arbeit über das Symbolum Apostolicum beim hl. Augustinus promoviert. Von 1952 bis 1975 war er Mitarbeiter am Thesaurus Linguae Latinae, 1963 bis 1966 unterrichtete er auch Alte Kirchengeschichte an der Hochschule der Erzabtei Sankt-Ottilien. 1965 war er Mitbegründer der Zeitschrift Vox Latina und Gründungsmitglied der Societas Latina. Seit 1975 war er an der Arbeitsstelle für Neulatein der Universität des Saarlandes tätig und unterrichtete Neulatein.
Eichenseer war einer der Vorkämpfer für ein lebendiges Latein, die Latinitas viva. Er arbeitete an der Weiterentwicklung der lateinischen Sprache und ihrer Erweiterung um neue Begriffe. Er schuf eine Vielzahl lateinischer Wortneuschöpfungen besonders im technischen Bereich, wie machina lavatoria für Waschmaschine.

## Veröffentlichungen
- Das Symbolum apostolicum beim Heiligen Augustinus mit Berücksichtigung des dogmengeschichtlichen Zusammenhangs. St. Ottilien 1960
- Latinitas viva. Pars introductoria. Saarbrücken 1982.
- Latinitas viva. Tabulae imagineae numero nonaginta. Saarbrücken 1984.
- Latinitas viva, pars cantualis. Saarbrücken 1986.
- Latinitas viva. Libellus textualis phonocasetae septimae. „Dialogorum de rebus recentioribus“, Saarbrücken 1989.
- De itinere Palaestinensi sive Israheliano. Frankfurt/Main 1992.
- De itinere Graeco. Saarbrücken 1997.
- Collectanea usui linguae Latinae dicata. Saarbrücken 1999.
- Ludus latrunculorum: De lusonis ratione. Augsburg 1985.
- Duodecim scipta: De lusonis ratione. Augsburg 1985.